# Thebanisches Alphabet

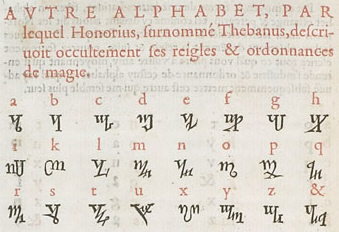
Das Thebanische Alphabet aus Johannes Trithemius’ Polygraphiæ, Abdruck von 1561

Das Thebanische Alphabet (auch Engelsschrift, Engelsalphabet, Alphabet des Honorius oder Hexenalphabet) ist ein Schriftsystem unbekannter Herkunft. Es besteht aus 24 Zeichen und dient vor allem der Verschleierung geheimer Texte.

## Herkunft

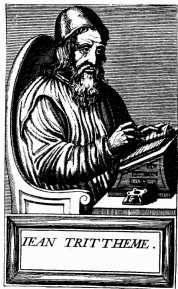
Johannes Trithemius

Erstmals beschrieben wird das Thebanische Alphabet in den 1508 abgeschlossenen und 1518 erstmals gedruckten Polygraphiae libri VI des Benediktinerabtes Johannes Trithemius (1462–1516), der das Alphabet einem Honorius von Theben zuschreibt und sich dabei auf ein nicht näher bestimmtes „großes viertes Buch“ des italienischen Astrologen Pietro d’Abano (1250–1316) beruft („sicut Petrus de Apono testatur in suo maiore libro quarto“).

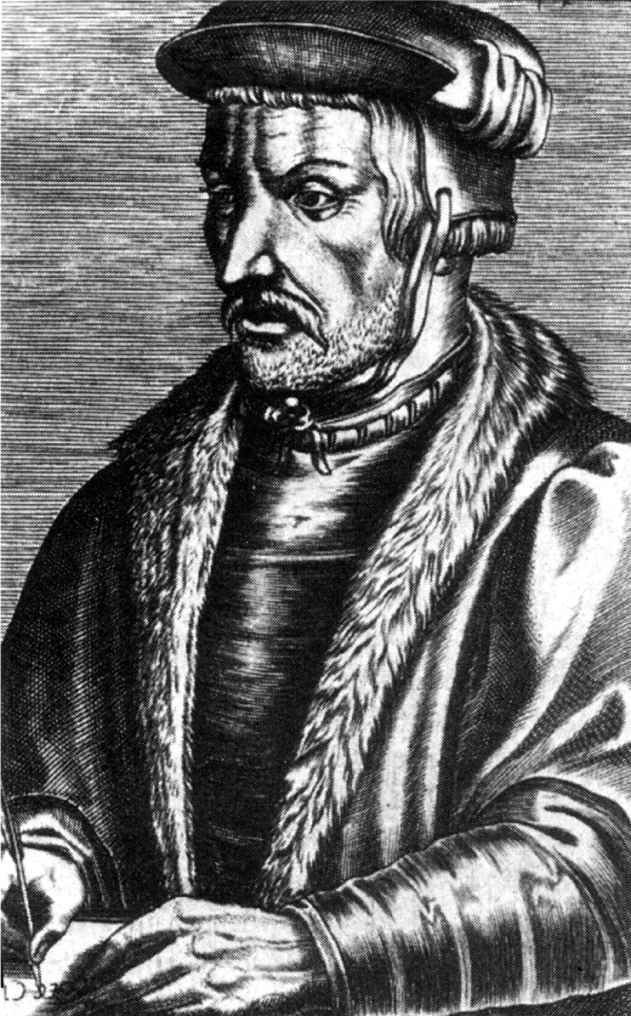
Agrippa von Nettesheim

Trithemius’ Schüler Heinrich Cornelius Agrippa von Nettesheim (1486–1535) beschreibt das Honorius-Alphabet im dritten Band seiner 1533 erschienenen De occulta philosophia libri tres, wobei er die Angaben Trithemius’ übernimmt.
In Francis Barretts 1801 erschienener Abhandlung Der Magus wird das Thebanische Alphabet neben anderen Sigillenalphabeten ebenfalls mit Verweis auf Honorius von Theben aufgeführt und in Barretts magisches System integriert.

## Aufbau und Verwendungszweck
Das Alphabet wurde nicht für eine einzelne Sprache entwickelt, sondern zur Verschleierung geheimer Texte in der eigenen Sprache, beziehungsweise in Latein. Trithemius nennt den Verwendungszweck in seiner Polygraphia „das Verstecken der Torheiten der Magie“ („magicis fatuitates abscondit“), während Agrippa davon spricht, es solle „die Namen der Götter und Geister vor den Augen der uneingeweihten Menschen verborgen halten“ („sacra deorum & spirituum nomina a prophanorum vsu lectioneque custodientes“).
Die 24 Zeichen des Systems können den Buchstaben des klassischen lateinischen Alphabets zugeordnet werden, für die heutigen Buchstaben j, u und w gibt es daher keine Entsprechungen. Das 24. Symbol am Ende des Alphabets wird bei Trithemius als „w“, bei Agrippa als „Ω“ interpretiert. Bei Agrippa und bei Barrett ist dem 24. Zeichen ein zusätzliches „ω“ (Ω-Minuskel) untergesetzt. Wörter werden durch Leerzeichen oder einen Interpunkt voneinander getrennt, weitere Satzzeichen oder Ziffern sind nicht beschrieben. Es wird nicht zwischen Groß- und Kleinschreibung unterschieden. Beim Thebanischen Alphabet handelt es sich um eine monoalphabetische Substitution, die keinen wirksamen Schutz gegen eine unbefugte Entschlüsselung darstellt.
In der Neuzeit wird das Thebanische Alphabet von Neuheiden benutzt. Vor allem innerhalb der Wicca-Bewegung ist das System häufig anzutreffen, nachdem es deren Begründer Gerald Brousseau Gardner (1884–1964) aus den Schriften Agrippas entnahm.

## Die Zeichen

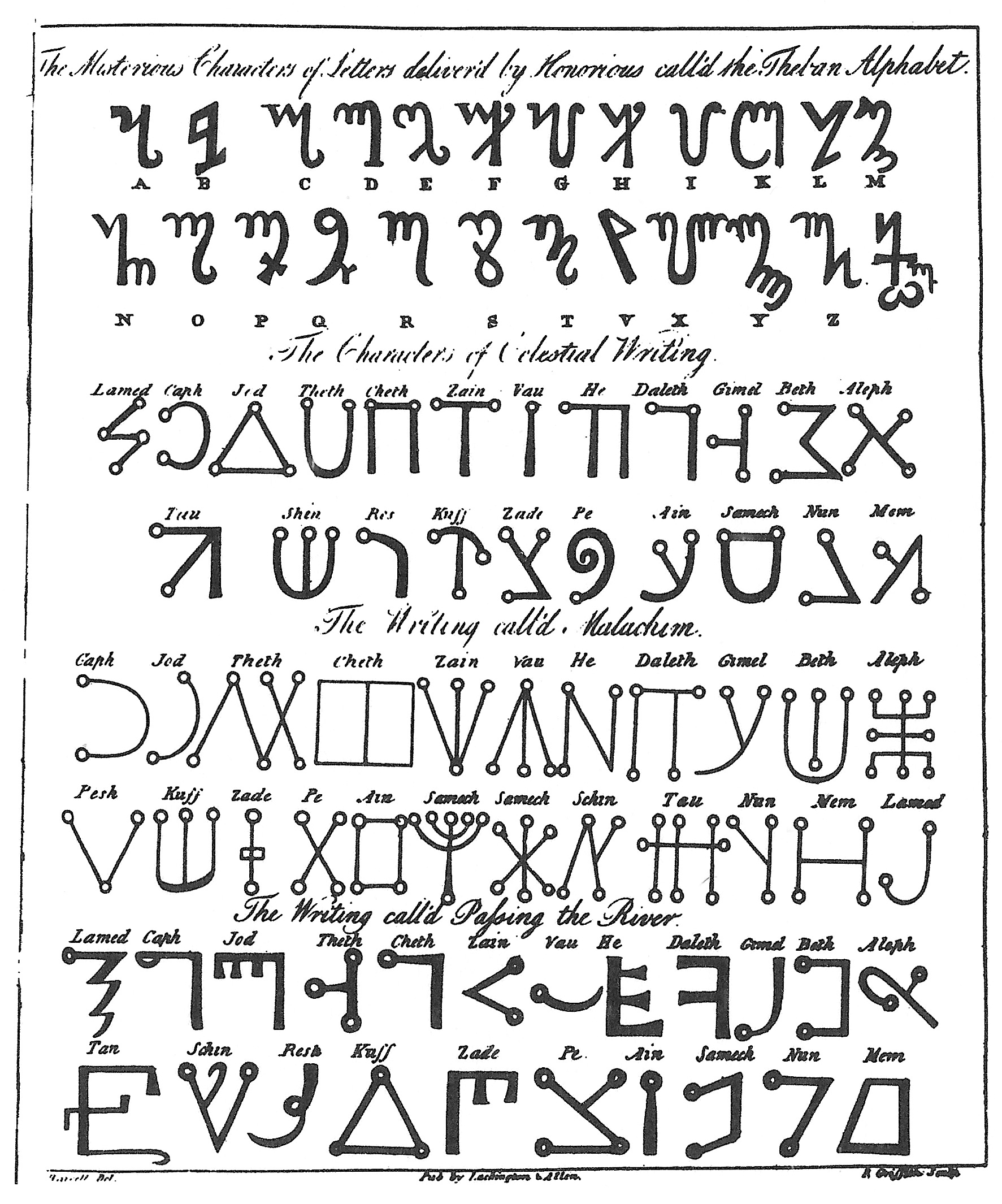
Das Thebanische Alphabet in Francis Barretts The Magus (1801).

|   |   |   |   |   |            |
| A | B | C | D | E | F          |
|   |   |   |   |   |            |
| G | H | I | K | L | M          |
|   |   |   |   |   |            |
| N | O | P | Q | R | S          |
|   |   |   |   |   |            |
| T | V | X | Y | Z | 24. Symbol |